# 弦楽四重奏曲第7番 (ベートーヴェン)
弦楽四重奏曲 第7番 ヘ長調 作品59-1（げんがくしじゅうそうきょく だい7ばん ヘちょうちょう さくひん59-1）は、 ルートヴィヒ・ヴァン・ベートーヴェンが1806年に作曲した弦楽四重奏曲。ベートーヴェンはロシアのウィーン大使だったアンドレイ・ラズモフスキー伯爵から弦楽四重奏曲の依頼を受けた。そのようにして作曲された3曲の弦楽四重奏曲はラズモフスキー伯爵に献呈されたため、ラズモフスキー四重奏曲という名前で親しまれるようになった。これはその1曲目に当たるのでラズモフスキー第1番と呼ばれる。
ベートーヴェンの中期の弦楽四重奏曲は、作品59の3曲にはじまり、作品74と95の合計5曲からなっている。作品59は、初期の作品18以来5年ぶりの作曲であり、先輩のハイドン、モーツァルト、そしてベートーヴェン自身の初期の弦楽四重奏曲とは一線を隔し、規模、構成、各楽器の表現などが充実している。特にこの第7番は一番規模が大きいものとなっており、全楽章がソナタ形式で書かれている。
だが初演当時は上記の点が理解されず、特に第2楽章については「悪い冗談だ」という声まで上がったという。

## 曲の構成
第1楽章 Allegro
ヘ長調、4分の4拍子。ソナタ形式。第2ヴァイオリン、ヴィオラの和音に支えられてチェロが第1主題を提示し、それが第1ヴァイオリンへと受け継がれるという当時としては破格の書法で始まる。第2主題は第1ヴァイオリンで出され、それに他の楽器を対位法的に絡ませている。展開部は規模が大きく、第1主題を中心に扱う。二重フガートで新しい旋律が出るが、これは主題と親密な関係がある。再現部では、経過部がかなり変化、短縮されている。長大なコーダでは第1主題の展開が行われる。400小節を超える大曲。
第2楽章 Allegretto vivace e sempre scherzando
変ロ長調、8分の3拍子。ソナタ形式。チェロによる同音連打で開始される。
第3楽章 Adagio molto e mesto - attaca
ヘ短調、4分の2拍子。ソナタ形式。第1主題は第1ヴァイオリンで出されるが、そこに他の楽器が対位法的に加わっている。展開部では第2主題で始まり、それから第1主題を扱い、新しい旋律も出る。第1ヴァイオリンによるカデンツァを経て、切れ目なく終楽章へ続く。
第4楽章 Theme Russe, Allegro
ヘ長調、4分の2拍子。ソナタ形式。ロシア民謡による第1主題で始まる。コーダでは第1主題を展開して扱い、アダージョにテンポを落とした後、プレストで華々しく終結する。